# Danmarks u-landshjælp - Giro nr. 9
Danmarks u-landshjælp - Giro nr. 9 er en dansk dokumentarfilm fra 1962 med instruktion og manuskript af Per B. Holst.

## Handling
Der er et brændende behov for hjælp til ulandene, ikke i form af almisser, men som hjælp til selvhjælp: til bekæmpelse af sygdomme og analfabetisme og til forbedring af uhensigtsmæssige dyrkningsmetoder.